# FedEx Express
FedEx Express — американська вантажна авіакомпанія, що базується в місті Мемфіс, штат Теннессі. Це перша в світі авіакомпанія за обсягом перевезених вантажів і друга — за розміром флоту. Є дочірнім підрозділом FedEx Corporation, щодня доставляє вантажі і посилки в більш ніж 375 пунктів призначення майже у всіх країнах світу.
Штаб-квартира знаходиться в місті Мемфіс, а так званим «суперхабом» є Міжнародний аеропорт Мемфіса. Усередині США FedEx Express має регіональні хаби в міжнародному аеропорту Індіанаполіса, міжнародному аеропорту Даллас/Форт-Уерт, міжнародному аеропорту Окленда, міжнародному аеропорту Ньюарк Ліберті, міжнародному аеропорту Анкориджу імені Теда Стівенса і міжнародному аеропорту Маямі. Іноземні регіональні хаби: Paris-Charles de Gaulle Airport, Guangzhou Baiyun International Airport та Toronto Pearson International Airport. Хаб в аеропорту Piedmont Triad International Airport очікує відкриття, а хаб в аеропорту Кельн/Бонн знаходиться на реконструкції і буде відкритий в 2010 році.

## Історія

### Рання історія

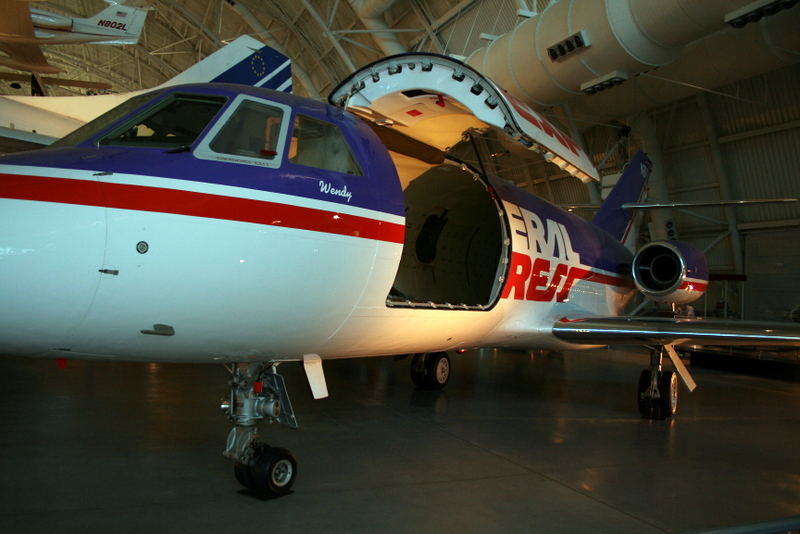
Перший літак FedEx

Концепція того, що згодом стало Federal Express, прийшла Фреду Сміту в той час як він навчався в Єльському університеті. На занятті він представив роботу, в якій стверджував, що в сучасному технологічному суспільстві час має набагато більшого значення, ніж гроші, ніж коли-небудь раніше, і з появою мініатюрних електронних схем, дуже маленькі компоненти стали надзвичайно цінними. Він стверджував, що споживче суспільство все більше потребує масовому виробництві електронних виробів, але ефект децентралізації, що викликаються цими пристроями, заподіює виробникам дуже великі логістичні проблеми. Сміт вважав, що необхідна швидкість доставки може бути досягнута тільки за допомогою повітряного транспорту. Але він вважав, що система повітряних вантажоперевезень США була настільки негнучкою і загрузла в бюрократії, що він був абсолютно не в змозі здійснювати досить швидкі поставки. Крім того, вантажні авіаперевізники США були невідповідними для цієї ролі. Її система залежала від співпраці між компаніями, так як кооперація була часто необхідний, для доставки вантажу з пункту А в пункт Б, і компанії в значній мірі залежали від експедуючих компаній, щоб ті заповнили вільне місце і виконали доставка «до дверей».
У своїй праці Сміт запропонував нову концепцію — один перевізник несе відповідальність за частину вантажу від пункту відправлення до точки одержання, оперуючи своїми літаками, складом, розміщенням станцій і розвізників. Для забезпечення точності сортування та диспетчеризації кожного елемента вантажу, перевізник буде літати з усіх своїх забірних станцій до центральної розподільчої базі, де всі операції будуть контролюватися. Він віддав роботу професора, який оцінив її в «C». Незважаючи на думку професора, Сміт не відступився від ідеї.
Сміт заснував Federal Express Corporation в 1971 році. Спочатку компанія базувалася в Літл-Рок, штат Арканзас, в 1971 році, коли Сміт керував Little Rock Airmotive. Зважаючи на відсутність підтримки з боку Національного аеропорту Літл-Рок, Сміт переїхав разом з компанією Мемфіс, Теннессі, Міжнародний аеропорт Мемфіс в 1973 році.
Компанія розпочала операції ввечері 17 квітня 1973 року з чотирнадцятьма Dassault Falcon 20, які з'єднували двадцять п'ять міст в США. В той вечір були перевезені 18 посилок. Послуги включали доставку «за ніч», «дводенна доставка», доставку конвертів, а також Кур'єр Пак. Federal Express почала себе позиціонувати, як «компанія вантажних перевезень з вантажівкамигрузовиками, які рухаються зі швидкістю 550-миль на годину». Тим не менш, компанія почала відчувати фінансові труднощі, втрачаючи до мільйона доларів США в місяць. В очікуванні вильоту додому в Мемфіс з Чикаго після того, як General Dynamics відмовила у вильоті, Сміт відразу скочив у літак до Лас-Вегаса, де він виграв $27 000 в блекджек. Виграш був вкладений в безгрошову компанію для виплати заробітної плати в наступний понеділок. «$27 000 не були визначальними, але це був знак, що все стане краще», — говорив Сміт. Зрештою, він заробив $50–70 млн співпрацюючи з такими ризикованими структурами, як First National City Bank of New York і Bank of America in California. У той час Federal Express була найбільш фінансується новою компанією в історії США з точки зору венчурного капіталу.
Federal Express встановив свою першу поштову скриньку в 1975 році, що дозволило клієнтам відправляти пакети без звернення в місцеве відділення компанії. У 1976 році компанія стала приносити прибуток при середньому обсязі 19 000 посилок в день.

### Швидке зростання

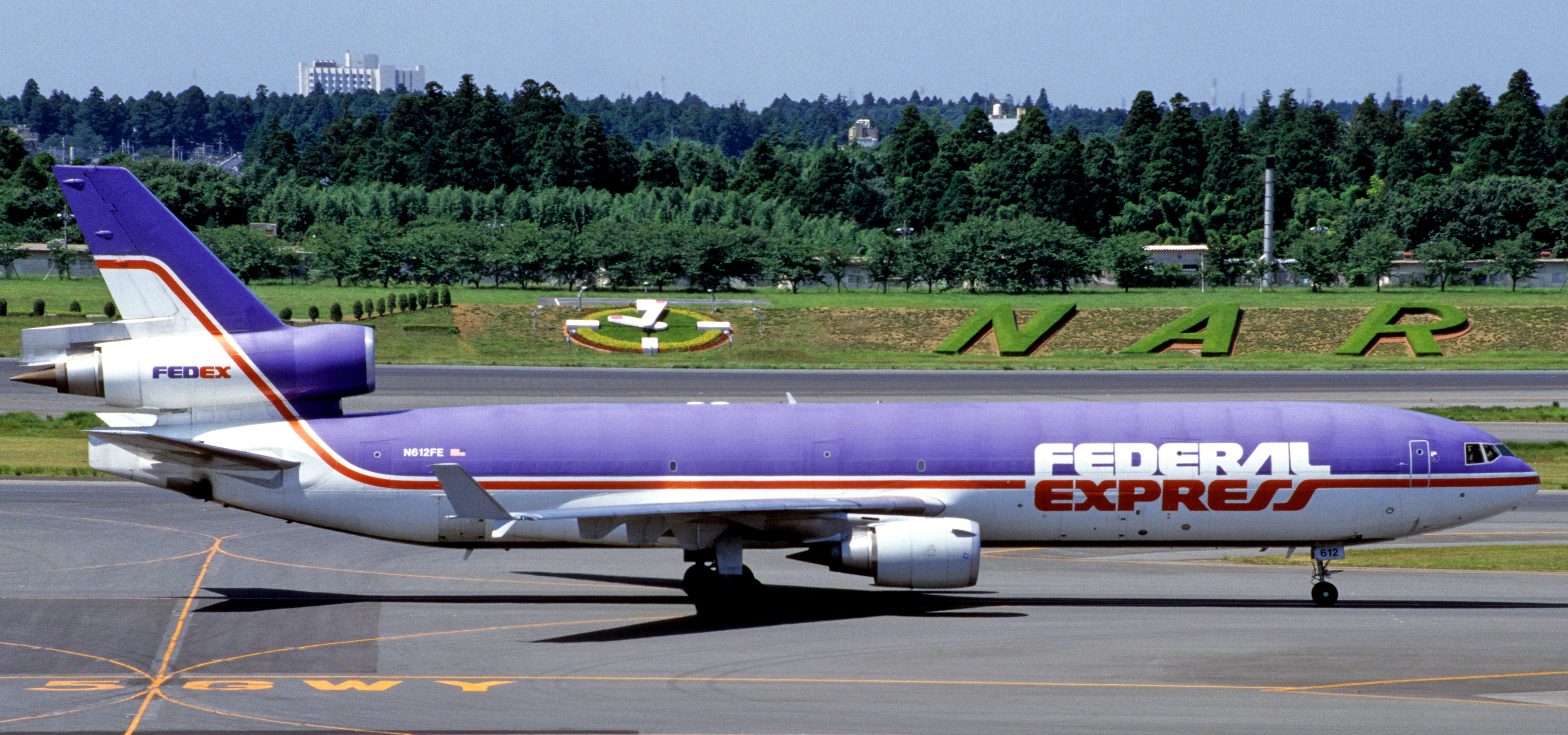
McDonnell Douglas MD-11 у розфарбуванні, застосованої до 1994 року

Закон про авіаперевезеннях 1977 року (Public Law 95-163) зняв обмеження на маршрути, якими оперують універсальні вантажні авіакомпанії і дозволив Federal Express придбати свої перші великі літаки — сім Boeing 727-100. У 1978 році компанія здійснила IPO і була зареєстрована на Нью-Йоркській фондовій біржі. У наступному році вона стала першою вантажною компанією, яка використовувала комп'ютерні технології для управління посилками, запустивши «COSMOS» (Client — клієнти, Operations — роботи і Services — послуги Master — спеціалізована Online System — онлайн-система), центральну комп'ютерну систему для управління людьми, посилками, транспортними засобами і погодними умовами в режимі реального часу. У 1980 році компанія впровадила «DADS» для координації викликів клієнтів. Ця система дозволяє клієнтам планувати забір вантажу день-у-день.
У 1980 році Federal Express почав операції в ще 90 містах Сполучених Штатів. У наступному році компанія представила доставку листів «за ніч», щоб конкурувати з US Postal Service's Express Mail. Пізніше в 1981 році вона почала міжнародні операції в Канаді, і офіційно відкрила свій «СуперХаб» в міжнародному аеропорту Мемфіса.
Продажі Federal Express перевищили $1 млрд вперше у 1983 році. У тому ж році компанія представила ZapMail, послугу факсу яка гарантувала доставку до п'яти сторінок менш ніж за дві години за $35. ZapMail пізніше стала величезним провалом для компанії, вартістю в сотні мільйонів доларів.
У 1986 році компанія представила «SuperTracker», ручний сканер штрих-кодів, який застосували для вантажоперевезень перший раз. Federal Express продовжила свій швидкий ріст наприкінці 1980 року, і відкрила свій центр у Newark Liberty International Airport в 1986 році, у Indianapolis International Airport та Oakland International Airport в 1988 році. У 1989 році компанія придбала Flying Tiger Line для розширення своєї міжнародної діяльності, а потім відкрила хаб у Ted Stevens Anchorage International Airport для пристосування до нової послуги. Так як обсяг міжнародних перевезень збільшився, Federal Express створила Відкриту Систему Електронного Митного Оформлення для прискорення затвердження регулюючими органами угоди, поки вантаж знаходиться у шляху.

### Епоха FedEx
У 1994 році Federal Express була перейменована в «FedEx», абревіатуру, яка до цього була неофіційною. У тому ж році відкрила FedEx Fedex.com як перший вебсайт, який дозволяє відстежити вантаж в режимі онлайн, що дозволило клієнтам вести бізнес через Інтернет. У 1995 році компанія придбала повітряні маршрути з Evergreen International щоб почати операції в Китаї, і відкрила Азійсько-Тихоокеанський центр в Subic Bay International Airport на Філіппінах. У 1997 році FedEx відкрила свій центр у Fort Worth Alliance Airport і в 1999 році відкрився Європейський центр в Charles de Gaulle International Airport у Франції. У 2000 році компанія офіційно скасувала назва «Federal Express» взамін на «FedEx Express», щоб відрізнити служби експрес-доставки від інших послуг, пропонованих своєю материнською компанією FedEx Corporation.
У 2001 році FedEx Express підписала 7-річний контракт на транспорті експрес-пошту та рекомендовані листи для United States Postal Service. Цей договір дозволив компанії FedEx встановити поштові скриньки в кожному поштовому відділенні USPS. У 2007 році контракт був продовжений до вересня 2013 року. USPS продовжує бути найбільшим клієнтом компанії FedEx Express.
У грудні 2006 року FedEx Express придбала британську кур'єрську компанію ANC Holdings Limited за 120 мільйонів фунтів стерлінгів. З придбанням були додані 35 об'єктів сортування в мережі FedEx, і компанія ввела прямі рейси з Ньюарка і Індіанаполіса безпосередньо в британські аеропорти замість зупинки у Європейському центрі FedEx в аеропорту Шарля де Голля. У вересні 2007 року ANC був перейменований в FedEx UK. FedEx Express також придбала Flying-Cargo Hungary Kft для розширення зони обслуговування у Східній Європі.

### Економічний спад
Рецесія кінця 2000-х років сильно вдарила по материнській компанії FedEx та її відділення Express. Багато компаній, які шукають способи, щоб заощадити гроші, зупинили відвантаження або перейшли на більш дешеві альтернативи, такі як судноплавство. FedEx Corporation оголосила про великому скороченні обсягів FedEx Express, включаючи списання частини своїх старих і найменш ефективних літаків, таких як McDonnell Douglas DC-10 і Airbus A310. FedEx також оголосила звільнення і скорочення тривалості робочого дня на деяких з своїх хабів.
У грудні 2008 року FedEx відклав постачання нового Boeing 777 Freighter, чотири повинні були бути поставлені у 2010 році, як було погоджено раніше, але в 2011 році FedEx змогла прийняти поставку тільки 4, а не 10, як спочатку планувалося. Інші літаки планувалося поставити в 2012 і 2013 році. FedEx Express закрили хаб вперше у своїй історії, коли операції в Азіатсько-Тихоокеанському центрі в Subic Bay International Airport на Філіппінах припинилися 6 лютого 2009 року.[13] Операції були перенесені в Guangzhou Baiyun International Airport на півдні Китаю
 FedEx Express планувала відкрити новий китайський центр в грудні 2008 року, але у листопаді 2008 року компанія відклала відкриття до початку 2009 року посилаючись на необхідність повністю протестувати новий хаб.
2 червня 2009 року, FedEx відкрили нову будівлю хабу в Piedmont Triad International Airport в Грінсборо, Північна Кароліна. FedEx оголосила в грудні 2008 року, що вона як і раніше має намір відкрити будівля вчасно, незважаючи на складну економічну ситуацію. Кількість співробітників планується зменшити з 1500 до 160. FedEx не дали конкретної часу щодо того, коли центр буде функціонувати на повну потужність. Хаб відкладався багато років з тих пір FedEx почав розглядати аеропорт, щоб зробити його Середньо-Атлантичним хабом США в 1998 році. FedEx довелося боротися з безліччю скарг від сусідніх домовласників через очікуваний шум, створюваний їхніми літаками, тому що більшість їхніх рейсів відбуваються в нічний час. Третя злітно-посадкова смуга була побудована для забезпечення хаба і додаткових літаків.
27 жовтня 2010 року FedEx відкрила свій хаб Центральної та Східної Європи в Cologne Bonn Airport. Хаб оснащений повністю автоматизованою сортувальною системою, яка може обробляти до 18000 посилок в годину. Дах являє собою найбільшу сонячну установку FedEx, виробляючи 800 тисяч кіловат-годин на рік.

## Флот
За станом на червень 2016 року флот FedEx Express включає наступні літаки.

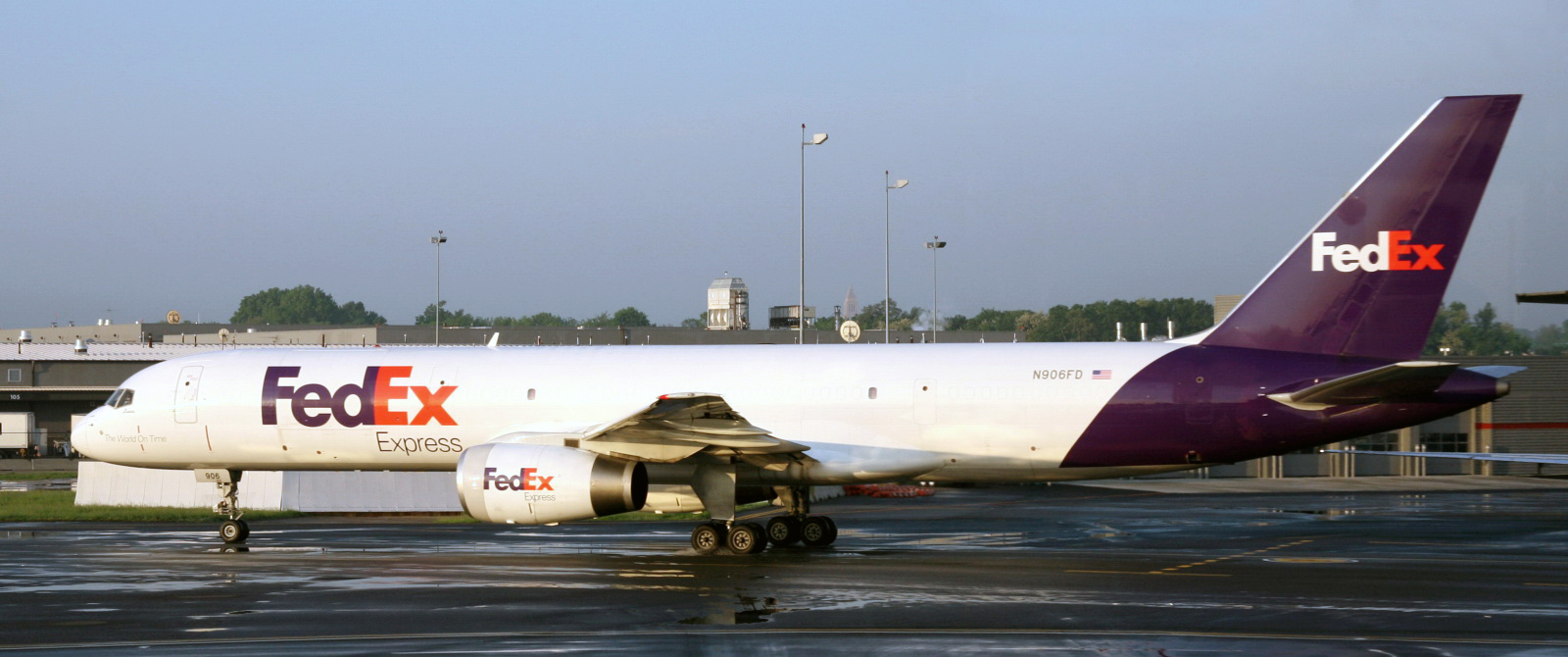
Boeing 757-200, введений у флот у 2008 році

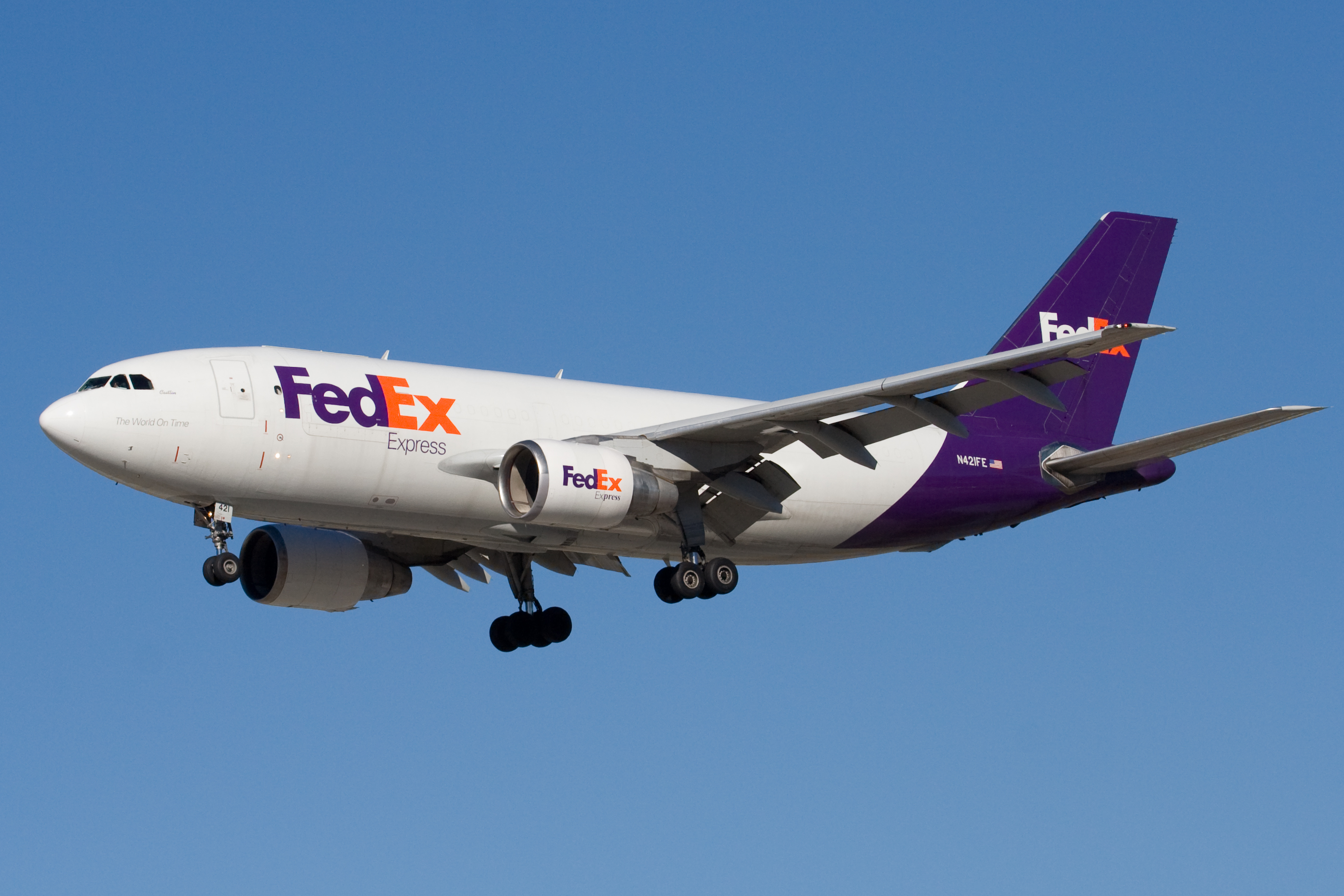
Airbus A310-200 наближається до Міжнародного аеропорту Сан-Хосе

FedEx Express з 649 літаками має найбільший у світі парк вантажних літаків і є найбільшим експлуатантом Airbus A300, Airbus A310, ATR 42, Boeing 727, Cessna 208, McDonnell Douglas DC-10/MD-10 і McDonnell Douglas MD-11. Цієї авіакомпанії були доставлені самі останні випущені Boeing 727 (вересень 1984 року) і самі останні A300/A310 (липень 2007 року). Для задоволення швидкоплинних запитів з боку замовників FedEx Express має тенденцію тримати запасні «порожні» літаки.
У 2007 році FedEx оприлюднила плани щодо закупівлі 90 літаків Boeing 757-200. Однак, через те, що виробництво цих літаків припинено в 2005 році, FedEx була змушена купувати ці використані літаки у інших перевізників за 2,6 мільярда доларів США для заміни старіючого флоту літаків Boeing 727. 28 травня 2008 року перші Boeing 757 виконали комерційні польоти.
15 грудня 2011 року FedEx Express оголосила про замовленні 27 літаків Boeing 767-300F для заміни старіючих McDonnell Douglas DC-10, 2 липня 2012 року було замовлено ще 19 примірників, а 19 грудня того ж року — ще 4 Boeing 767. Перший із замовлених Boeing 767-300F був переданий у розпорядження авіакомпанії 4 вересня 2013 року.

## FedEx Feeder

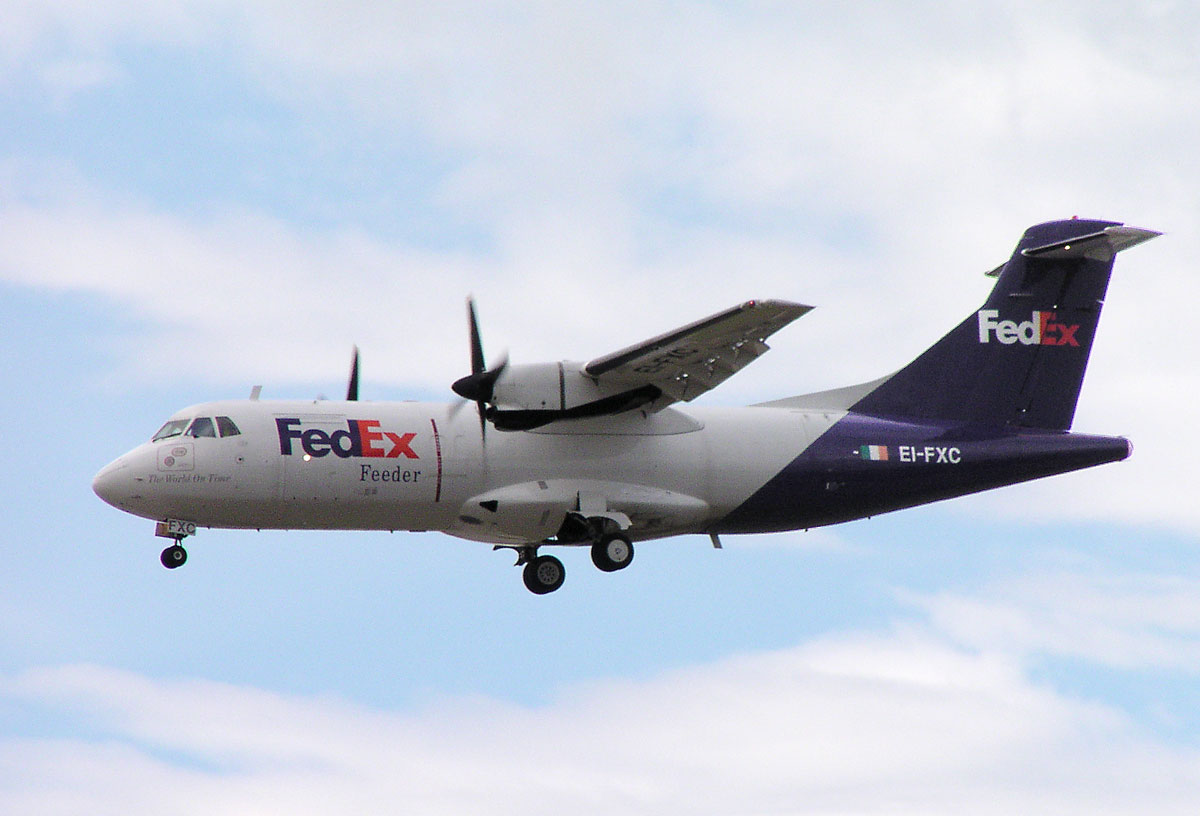
ATR 42-300, експлуатований компанією Air Contractors

FedEx Feeder — це бренд, який застосовується до турбогвинтових літаків FedEx Express.
У США і Канаді FedEx Express використовує FedEx Feeder за програмою лізингу, при якій контрактори беруть в лізинг літаки FedEx і комплектують їх своїми екіпажами виключно для потреб FedEx. Власником літаків залишається FedEx, вони всі мають однакову розмальовку.
Поза Північної Америки контрактори використовують власні літаки, які можуть не мати розмальовку FedEx. В залежності від угоди, контрактори можуть перевозити тими ж літаками і сторонній вантаж інших компаній.
Список компаній-контракторів:
- Air Contractors (найбільший контрактор, європейський партнер)
- Baron Aviation Services
- Corporate Air
- Empire Airlines
- Merlin Airways
- Morningstar Air Express
- Mountain Air Cargo
- Solinair
- West Air Inc.
- Wiggins Airways